# Thermoplasma acidophilum
A Thermoplasma acidophilum a Thermoplasma nembe tartozó Archaea faj. Az archeák – ősbaktériumok – egysejtű, sejtmag nélküli prokarióta szervezetek. Neme típusfaja. Eredetileg egy önmelegítő szénhulladék halomból izolálták, ami 59 °C-os és 2 pH volt. Genomját szekvenálták.
Erősen ostorozott. Optimálisan 56 °C-on és 1,8 pH-n növekszik. Sejtjének mérete körülbelül 1 μm. Hiányzik a sejtfala és a sejtmembránja közvetlenül kívül van. Különböző sejtformákat mutat a növekedés feltételeitől és szakaszaitól függően.